# Scaphochlamys salahuddiniana
Scaphochlamys salahuddiniana là một loài thực vật có hoa trong họ Gừng. Loài này được Kalu Meekiong, Ampeng A. và Isar Bin Ipor miêu tả khoa học đầu tiên năm 2011.
Năm 2016, Yen Yen Sam et al. tách 8 loài ở Borneo (gồm S. argentea, S. biru, S. calcicola, S. iporii, S. petiolata, S. reticosa, S. salahuddiniana, S. stenophylla) ra thành chi riêng, gọi là Borneocola - với B. reticosus là loài điển hình, nhưng Ooi et al. (2017) cho rằng việc tách ra này chưa đủ độ thuyết phục và vẫn duy trì 8 loài này trong chi Scaphochlamys.

## Mẫu định danh
Mẫu định danh: K. Meekiong, I.B. Ipor, B. Marzuki, K. Stephen & K. Apai MK 1856; thu thập ngày 30 tháng 4 năm 2008 ở núi Bukit Sepali, Khu bảo tồn động vật hoang dã Lanjak Entimau, Ulu Katibas (sông Thượng Katibas), tỉnh Kapit, bang Sarawak, Malaysia. Holotype lưu giữ tại Cục Lâm nghiệp bang Sarawak ở Kuching (SAR), isotype lưu giữ tại Phòng mẫu cây Đại học Malaysia Sarawak (HUMS).

## Từ nguyên
Đặt theo tên Abang Muhammad Salahuddin bin Abang Barieng (sinh năm 1921), thống đốc thứ ba (1977-1981) và thứ sáu (2001-2014) của bang Sarawak.

## Phân bố
Loài này có trên đảo Borneo, trong Khu bảo tồn động vật hoang dã Lanjak Entimau, tỉnh Kapit, trung nam bang Sarawak, Malaysia. Loài này sinh sống trên đất bồi tích hay trên đá (?) hoặc trên lớp đất giàu mùn trên đá trong các rừng khộp (Dipterocarpaceae) hỗn hợp trên đồi, ở cao độ thấp.

## Mô tả
Địa thực vật thân thảo, sống lâu năm, có thân rễ, cao tới 30–50 cm. Thân rễ bò lan, đường kính 5–6 mm. Các chồi lá mọc thẳng đứng, cách nhau 2–5 cm, 1 lá; cuống lá dài 10–27 cm, thanh mảnh, có rãnh, màu xanh lục tới vàng ánh lục; bẹ không lá 2–5 × 1–1,5 cm, hình mác, dạng màng, màu ánh nâu nhạt, dạng sợi, sớm rã trước khi 2-3 hoa đầu tiên nở, dạng giấy khi khô; phiến lá 14–20 × 8,5–12 cm, dạng da, hình elip rộng hay hình trứng, mép nguyên và phần nào hơi gợn sóng, đáy hình tim, đỉnh nhọn sắc hay nhọn, mặt gần trục màu xanh lục sẫm, thường màu vàng ánh lục khi non, mặt xa trục màu xanh lục nhạt, xỉn. Cụm hoa mọc từ gần đáy lá bên trong các bẹ lá, dài đến 3 cm, thanh mảnh, chứa tới 12 nụ hoa, nở nối tiếp nhau, 2 hoa cùng một thời điểm; cuống cụm hoa nhẵn nhụi; lá bắc 5-7, sắp xếp xoắn ốc trong các xim hoa bọ cạp xoắn ốc, 1–2 × 3–5 mm, hình mác, dạng sợi, màu nâu nhạt; hoa màu trắng; thùy tràng lưng hình elip, hình thuyền, màu trắng trong suốt với màu vàng ánh lục ở phần trên; các thùy tràng bên màu trắng trong suốt với màu vàng ánh lục ở phần trên; nhị lép màu trắng, dài 8–10 mm, đỉnh 2 thùy; mô vỏ bao phấn dài 8–10 mm, thuôn dài, không thấy cựa; mào 4 × 2 mm, đỉnh thuôn tròn, màu trắng với lông mịn; cánh môi 15–17 × 10–12 mm, màu trắng với các gân màu tím hồng nhạt và dải giữa màu vàng ánh lục, 2 thùy sâu, khía răng cưa ~10–15 mm; bầu nhụy dài 3–5 mm, đường kính 3–4 mm, hình elipxoit hoặc thuôn tròn, màu xanh lục sáng. Quả bề mặt thô ráp (vỏ quả ngoài có ụ/bướu nhỏ).

## NhómAnomala
Nhóm Anomala được xác định là có cụm hoa lỏng lẻo, các lá bắc dạng màng sắp xếp xoắn ốc, các lá bắc con tương tự nhưng hầu hết là dài hơn lá bắc, lá bắc con thứ nhất có 2 gờ lưng rất mờ nhạt và khó thấy, hoa nhỏ dài ~2,5 cm, với cánh môi màu trắng dài ~1 cm, vỏ quả ngoài có u/bướu nhỏ. Nhóm Anomala bị giới hạn ở phía tây của đới khâu Đường Lupar chạy theo hướng đông đông nam qua Engkilili và Lubok Antu. Gồm bảy loài là S. anomala, S. gracilipes, S. iporii, S. lanjakensis, S. penyamar, S. salahuddiniana, S. scintillans.